# Hibi Yasunori
Yasunori Hibi (sinh ngày 18 tháng 9 năm 1985) là một cầu thủ bóng đá người Nhật Bản.

## Sự nghiệp câu lạc bộ
Yasunori Hibi đã từng chơi cho Yokohama FC.